# Conus capreolus
Espèce
Statut de conservation UICN

 DD  : Données insuffisantes
Conus capreolus est une espèce de mollusques gastéropodes marins de la famille des Conidae.
Comme toutes les espèces du genre Conus, ces escargots sont prédateurs et venimeux. Ils sont capables de « piquer » les humains et doivent donc être manipulés avec précaution, voire pas du tout.

## Description
La taille de la coquille varie entre 36 mm et 65 mm.

## Distribution
Cette espèce marine est donc présente au large de l'Inde orientale et dans la mer d'Andaman.

### Niveau de risque d’extinction de l’espèce
Selon l'analyse de l'UICN réalisée en 2011 pour la définition du niveau de risque d'extinction, cette espèce est présente à l'ouest et au nord du golfe du Bengale et à l'est de la mer d'Andaman. On sait peu de choses sur l'état de sa population, son habitat, son écologie ou les menaces potentielles. Elle est actuellement inscrite dans la catégorie Données insuffisantes.

## Taxonomie

### Publication originale
L'espèce Conus capreolus a été décrite pour la première fois en 1985 par le malacologiste allemand Dieter Röckel (d) (1922-2015) dans la publication intitulée « Archiv für Molluskenkunde »,.

### Synonymes
- Conus (Splinoconus) capreolus Röckel, 1985 · appellation alternative
- Conus semisulcatus G. B. Sowerby II, 1870 · non accepté
- Kioconus capreolus (Röckel, 1985) · non accepté

## Identifiants taxonomiques
Chaque taxon catalogué par les bases de données biologiques et taxonomiques possède un identifiant qui permet d'établir un point de référence. Les identifiants de Conus capreolus dans les principales bases sont les suivants :
CoL : XX4C - GBIF : 6510881 - iNaturalist : 431895 - IRMNG : 11703976 - TAXREF : 155472 - UICN : 192264 - WoRMS : 426442